# Felsentaube
Die Felsentaube (Columba livia) ist eine Vogelart aus der Familie der Tauben (Columbidae). Sie ist die alleinige Stammform der Haustaube und damit auch der Stadttaube. Diese domestizierte und verwilderte Form zählt zu den erfolgreichsten Vögeln der Erde und ist mittlerweile, von der Arktis und Antarktis abgesehen, weltweit verbreitet. Die Wildform ist dagegen auf Eurasien und Afrika beschränkt.

## Merkmale

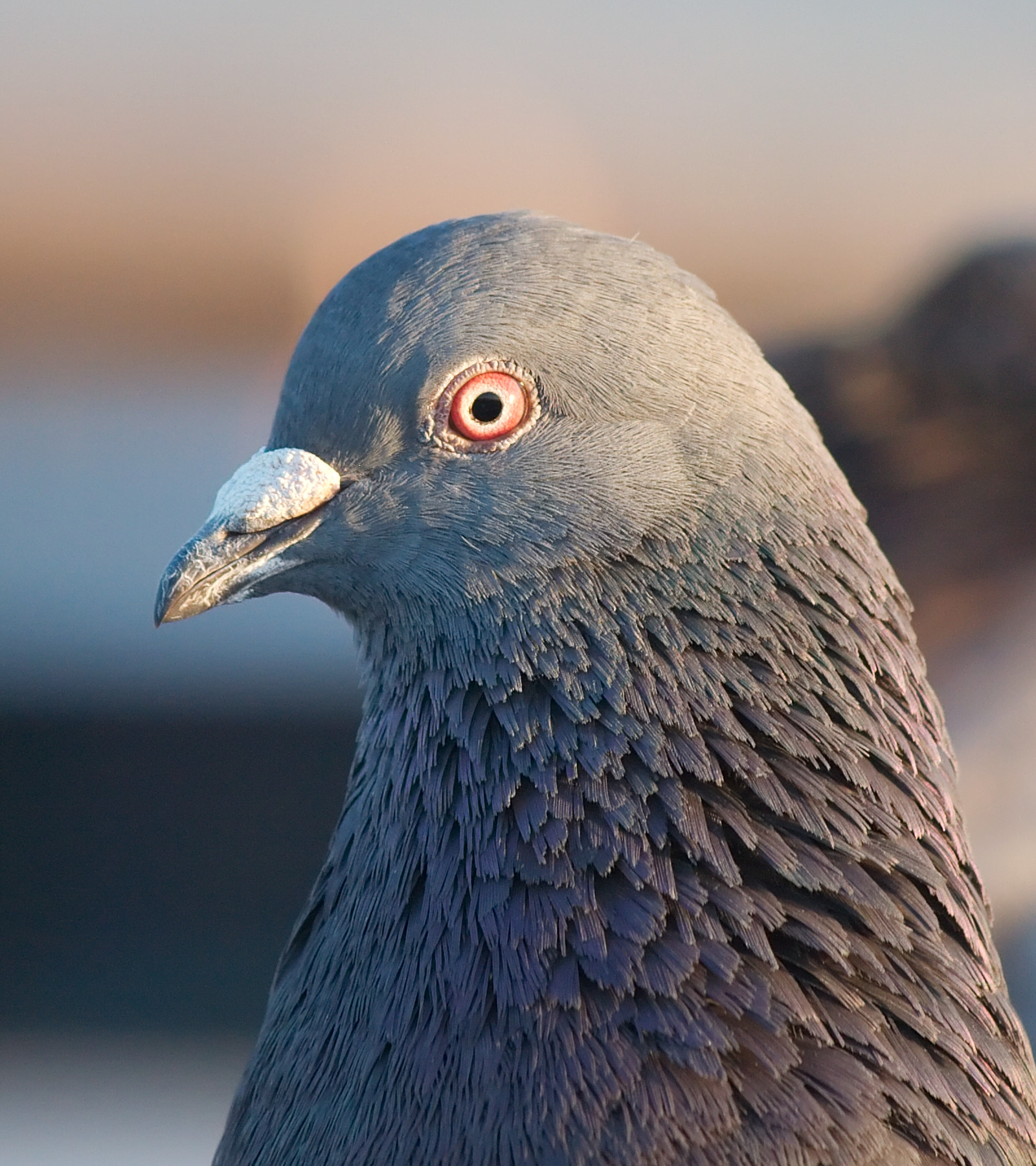
Kopfporträt

Die Felsentaube ist etwa 33 Zentimeter lang, ihre Flügelspannweite beträgt etwa 63 Zentimeter und sie wird etwa 330 Gramm schwer. Damit ist sie deutlich kleiner als die Ringeltaube, aber größer als die Türkentaube.
Die Geschlechter sind äußerlich sehr ähnlich: Kopf, Hals, Brust und Rücken sind blaugrau mit bei den Männchen ausgeprägterer, glänzend gelblich, grünlich und rötlich-violett schimmernder Färbung den Nacken entlang und an den Schwingen. Die Flügeldecken sind heller mit zwei dunklen Binden, der Schwanz trägt eine bläulich-graue Binde, beide Spitzen sind dunkel.
Der Schnabel ist dunkelgrau bis rosa, während sich die helle Wachshaut auffällig abhebt. Schwanz und Flügelspitzen sind dunkel. Felsen- und auch Haustauben kann man in eine große Anzahl von verschiedenen Phänotypen aufteilen, zum Beispiel blau-, dunkel gesprenkelte und rote.

## Lebensweise

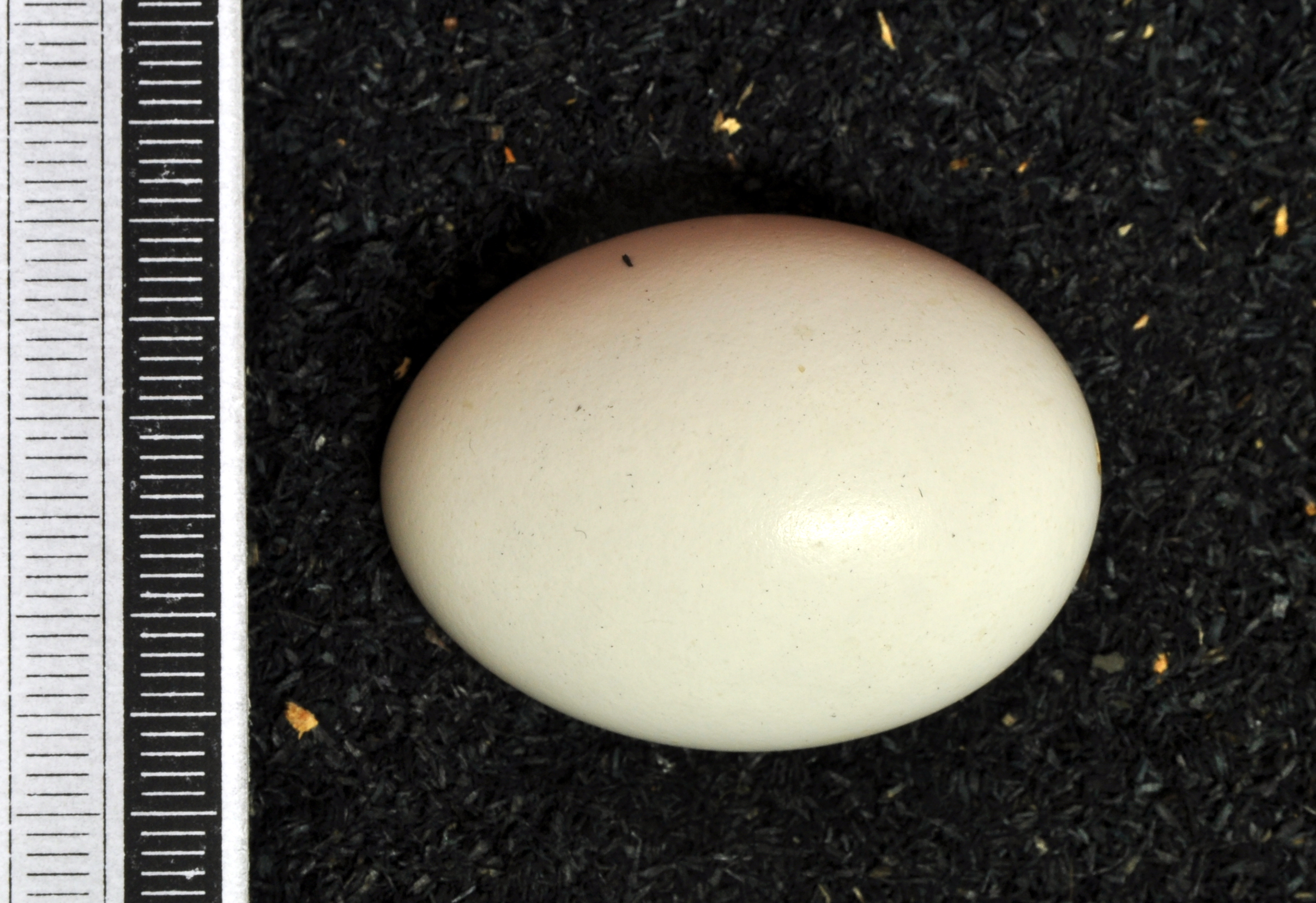
Ei, Sammlung Museum Wiesbaden

Die Felsentaube lebt ganzjährig im gesamten Mittelmeerraum, im Osten bis zum Kaspischen Meer sowie in Schottland, Irland, auf den Shetland- und Färöer-Inseln.
Der natürliche Lebensraum der Felsentauben sind Felsklippen an der Meeresküste, im Landesinneren auch in Berggebieten. Ihr Lebensraum muss Felshöhlen und Felsspalten als Nistgelegenheit bieten. In Afrika bewohnt sie sogar unterirdische Brunnen. Zur Nahrungssuche sucht sie Kulturland, offenes Gelände und Brachland auf. Felsentauben ernähren sich von Getreidesamen,  Eicheln und Samen von Koniferen, Knospen, Beeren und vereinzelt auch von Schnecken, Insekten und Würmern.
Die Brutdauer beträgt 17 Tage. Die Jungvögel sind nach 4 Wochen flügge.

## Unterarten

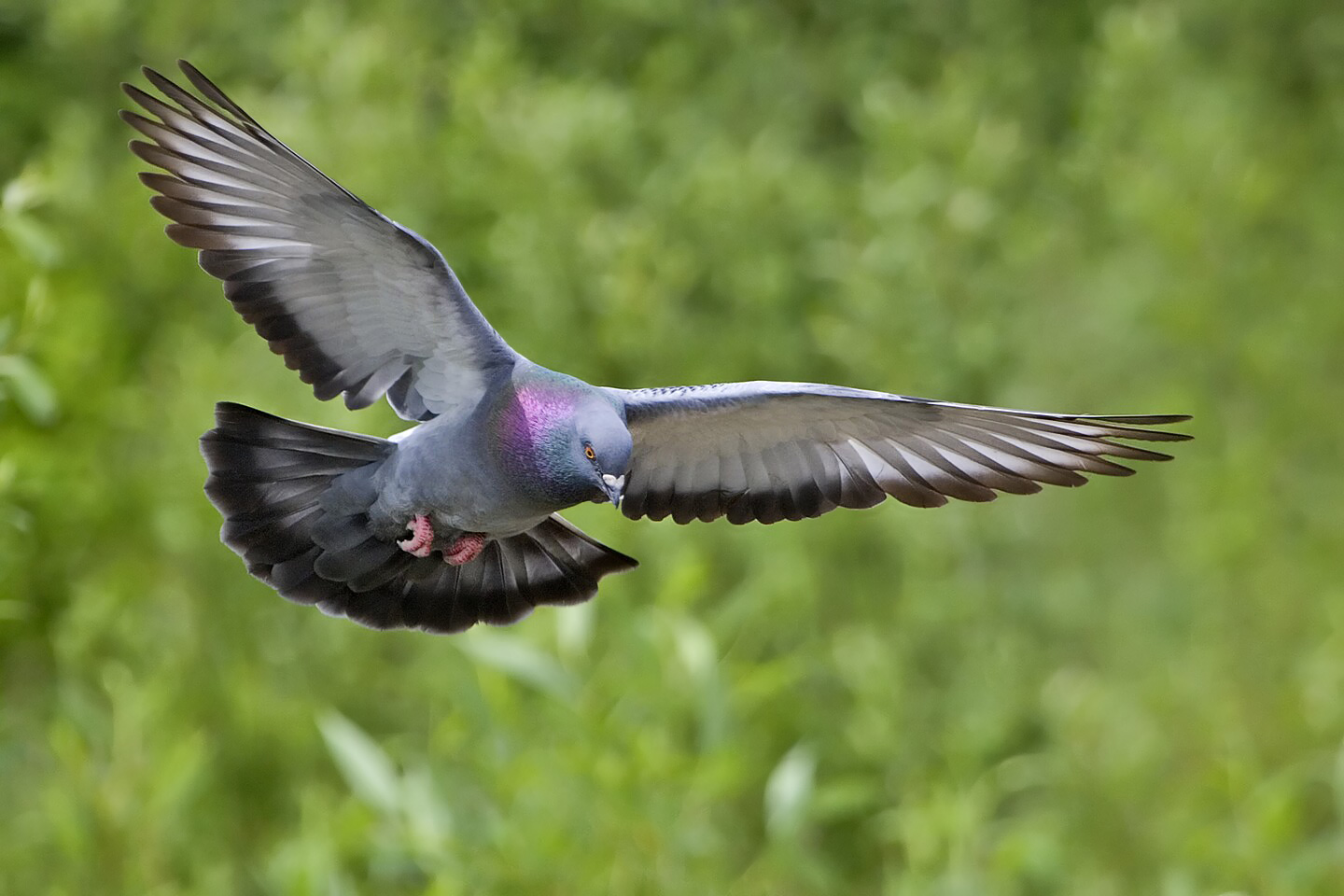
Taube im Flug

Es werden 14 geographische Unterarten unterschieden:
- Columba livia livia Gmelin, JF, 1789
- Columba livia atlantis Bannermann, 1931
- Columba livia canariensis Bannermann, 1914
- Columba livia nigricans Buturlin, 1908
- Columba livia palaestinae Zedlitz, 1912
- Columba livia gaddi (Zarudny & Loudon, 1906)
- Columba livia targia Geyr von Schweppenburg, 1916
- Columba livia dakhlae Meinertzhagen, R, 1928
- Columba livia schimperi Bonaparte, 1854
- Columba livia neglecta Hume, 1873
- Columba livia gymnocycla Gray, GR, 1856
- Columba livia lividior Bates, 1932 (ungültig bei einigen Autoren, da es sich um Columba livia gymnocycla handelt)
- Columba livia butleri Meinertzhagen, 1921 (ungültig bei einigen Autoren, da es sich um Columba livia schimperi handelt)
- Columba livia intermedia Strickland, 1844

## Feinde
In weiten Teilen des Verbreitungsgebietes ist die Felsentaube bzw. Straßentaube eine Hauptbeute des Wanderfalken.

## Gefährdungssituation
Die Felsentaube wird von der Weltnaturschutzunion IUCN in der Roten Liste gefährdeter Arten geführt. Obwohl die Bestände abzunehmen scheinen, wird nicht erwartet, dass die Lage schnell Gefährdungskriterien erreichen könnte. Auch wegen des insgesamt sehr hohen Bestands und ihrer sehr weiten Verbreitung wird die Felsentaube als nicht gefährdet (Least Concern) bewertet.

## Belege